# Margarita Salas

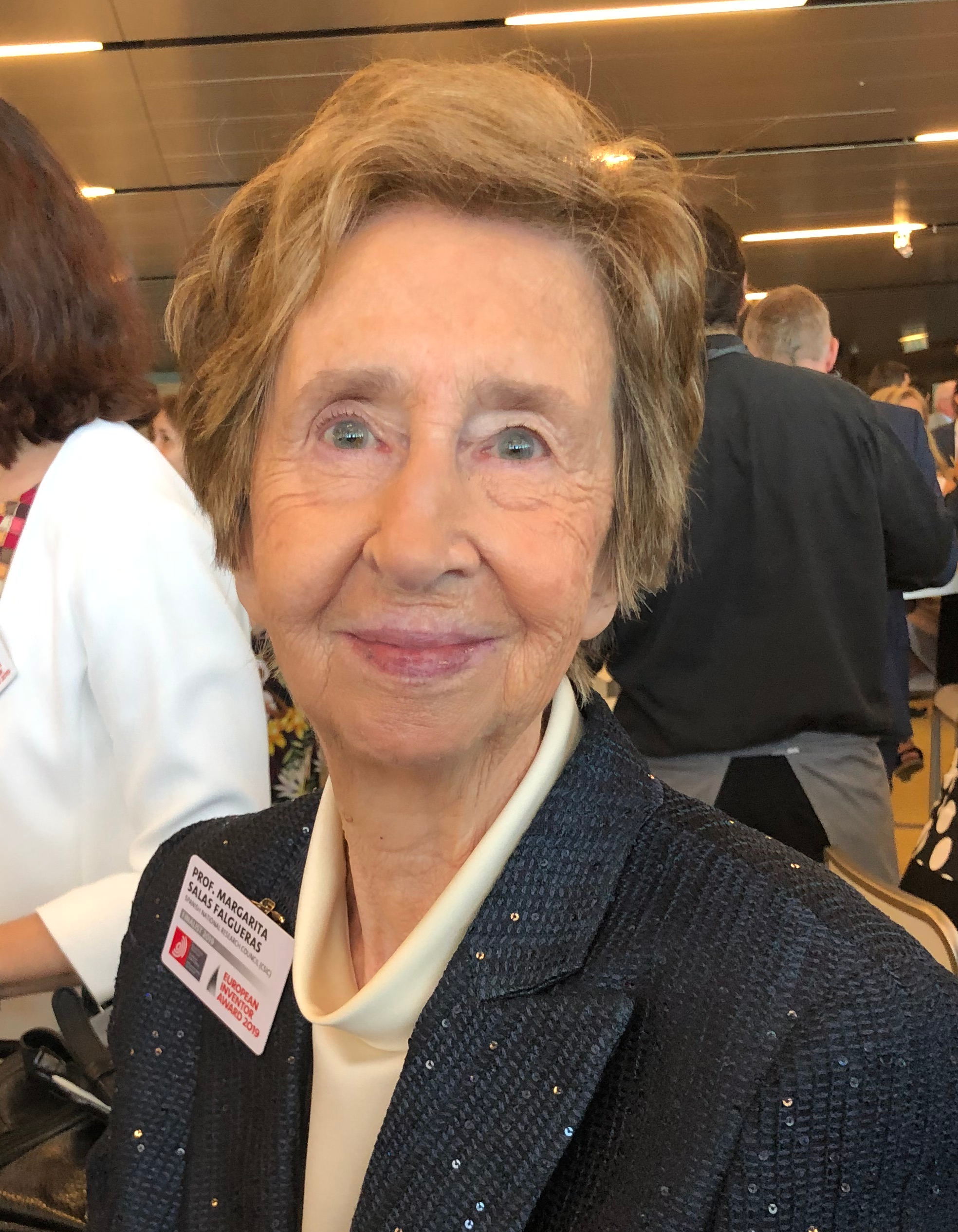
Margarita Salas (Juni 2019)

Margarita Salas Falgueras, 1. Marquesa de Canero (* 30. November 1938 in Valdés (Asturien), Spanien; † 7. November 2019  in Madrid), war eine spanische Biochemikerin, Molekulargenetikerin und Hochschullehrerin. Sie erfand einen schnellen, einfachen und zuverlässigen Weg, Spuren von DNA zu replizieren, die groß genug für eine vollständige Genanalyse sind.

## Leben und Wirken
Salas legte mit 16 Jahren in Madrid die Aufnahmeprüfungen für Chemie und Medizin ab und studierte Chemie an der Complutense-Universität in Madrid. Sie promovierte bei Alberto Sols über die anomere Spezifität der Glucose-6-phosphat-Isomerase. Von 1964 bis 1967 forschte sie an der wissenschaftlichen Fakultät der School of Medicine der University of New York im Labor des Nobelpreisträgers Severo Ochoa. In Spanien etablierte sie danach das erste Forschungsteam des Landes auf dem Gebiet der Molekularbiologie. 24 Jahre lang unterrichtete sie Molekularbiologie an der Universidad Complutense de Madrid und war zusammen mit ihrem Ehemann Eladio Viñuela für die Förderung der spanischen Forschung auf dem Gebiet der Biochemie und Molekularbiologie verantwortlich. Sie entwickelte eine schnelle und zuverlässige DNA-Analyse, die sich in vielfältigen praktischen Anwendungen etablieren konnte. Ihre Erfindung, bei der sie die φ29-DNA-Polymerase einsetzte, ist heute aus Gebieten wie der Onkologie, der Forensik oder der Archäologie nicht mehr wegzudenken. Sie hat mehr als 40 Doktoranden betreut, über 200 wissenschaftliche Artikel veröffentlicht und hielt 8 Patente. 2008 wurde sie durch König Juan Carlos als Marquesa de Canero in den spanischen Adelsstand erhoben. Sie war Honorarprofessorin am spanischen Nationalen Forschungsrat (CSIC) auf dem Gebiet der Biotechnologie.
Salas starb im November 2019 im Alter von 80 Jahren.
Im Jahr 2020 entschied der Spanische Höhere Rat für Wissenschaftliche Forschung, dass der 29. Februar der „Tag von Margarita Salas“ sein wird, um an sie zu erinnern und ihr Tribut zu zollen.

## Mitgliedschaften
- Europäische Akademie der Wissenschaften und Künste
- Real Academia de Ciencias Exactas, Físicas y Naturales
- Academia Europæa
- Real Academia Española (2003)
- American Academy of Arts and Sciences (2005)[3]
- National Academy of Sciences (2007)

## Auszeichnungen
- 1997: Medalla del Principado de Asturias
- 1998: Premio México de Ciencia y Tecnología
- 1999: Premio Nacional de Investigación Santiago Ramón y Cajal
- 1999: UNESCO-L’Oréal-Preis for Women in Science
- 2000: UNESCO-L’Oréal-Preis
- 2001: Ausgewählt unter den 100 Frauen des 20. Jahrhunderts, die den Weg für die Gleichstellung im 21. Jahrhundert ebneten, Council of Women of the Community of Madrid
- 2002: Isabel Ferrer Award, Generalitat Valenciana
- 2002: Gold Medal, Comunidad de Madrid
- 2003: Gran Cruz de la Orden Civil de Alfonso X el Sabio
- 2004: Premio Internacional de Ciencia e Investigación de la Fundación Cristóbal Gabarrón
- 2005: Gold Medal for Merit in Work
- 2005: Medal of Honor of the Complutense University of Madrid
- 2006: Award of Excellence granted by FEDEPE (Spanish Federation of Women Directors, Executives, Professionals and Entrepreneurs)
- Medalla de Oro del Colegio Oficial de Veterinarios del Principado de Asturias
- 2008: Spanischer Adelsstand als Marquesa de Canero
- 2009: Titel des Ehrenbotschafters de la Marca España, categoría de Ciencias e Innovación, que falla el Foro de Marcas Renombradas Españolas con el beneplácito del Ministerio de Asuntos Exteriores y Cooperación
- 2009: Women Leader Award, Rafael del Pino, Aliter und Merck Foundation
- 2009: Award "An entire professional life" of the Mapfre Foundation
- 2014: Premio a la Excelencia Química, concedido por el Consejo General de Colegios Oficiales de Químicos de España
- 2016: Medalla Echegaray de la Academia de Ciencias Exactas, Físicas y Naturales
- 2019: European Inventor Award Lifetime Achievement Award und Audience Award